# Instalacja (masoneria)
Instalacja – masońska uroczystość wprowadzenia oficera lożowego na jeden z urzędów masońskich przez Wielkiego Mistrza lub Czcigodnego Mistrza. Po raz pierwszy wspomniał o niej James Anderson w swej Konstytucji Andersona z 1734 roku. Znajduje się tam informacja o instalacji księcia Wharton na urząd Wielkiego Mistrza.
W chwili instalacji Mistrz otrzymuje stopień Czcigodnego Mistrza. Zasadą jest, że wszyscy oficerowie lożowi pozostają na swoich stanowiskach aż do czasu zainstalowania swych następców. To właśnie instalacja uprawnia oficera lożowego do wykonywania czynności wynikających z pełnienia urzędu, na który go zainstalowano.
Dawniej Mistrz był instalowany przez Wielkiego Mistrza, Starsi przez Wielkich Starszych, a Sekretarz i Skarbnik przez Wielkiego Sekretarza i Wielkiego Skarbnika. Zwyczaju tego nie kontynuowano już pod koniec XIX wieku, a być może porzucono go jeszcze wcześniej. 